# Aeropuerto Internacional de Kansai

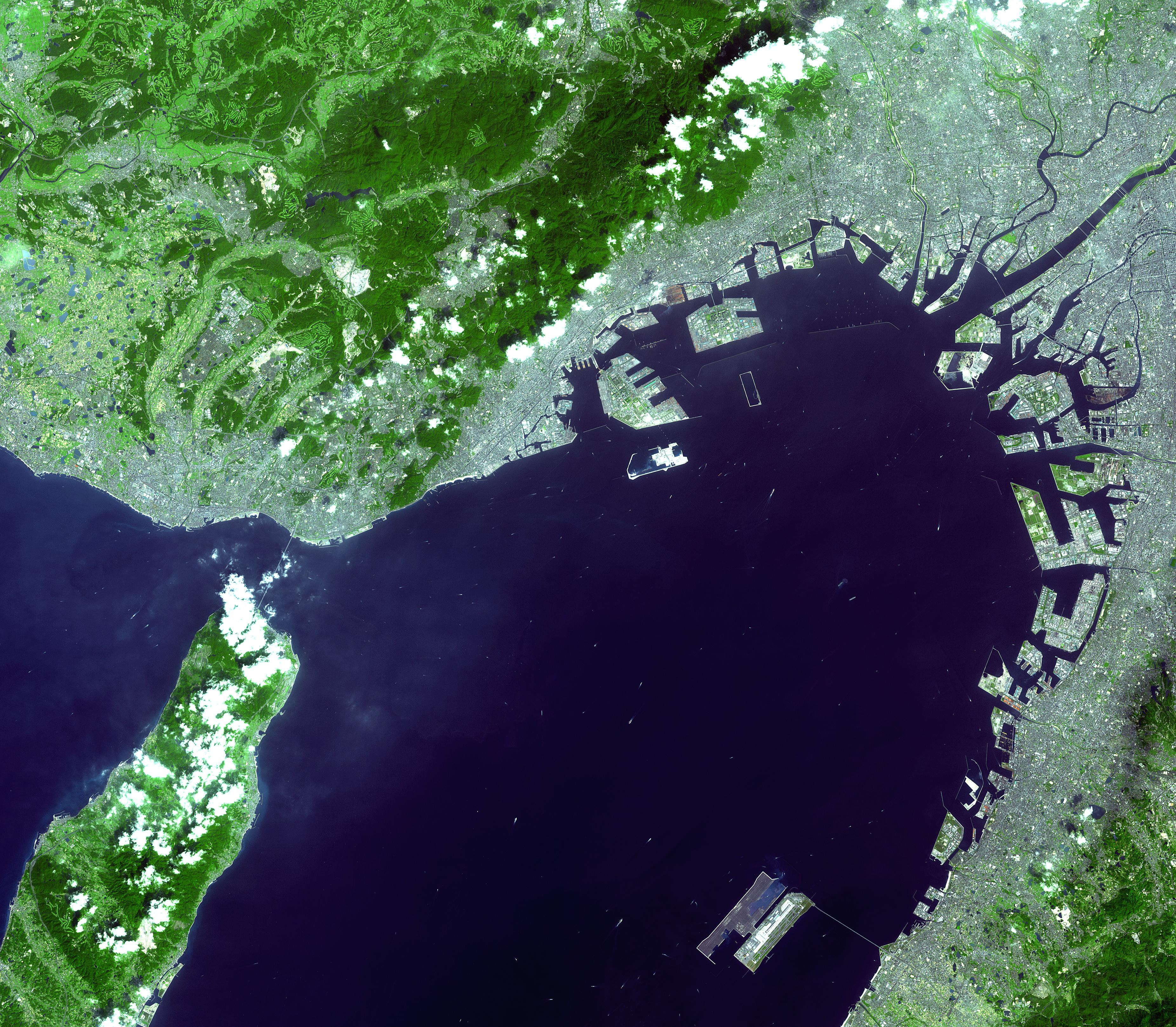
Foto satelital de la bahía de Osaka donde se puede apreciar la isla artificial en que se encuentra el Aeropuerto internacional de Kansai.

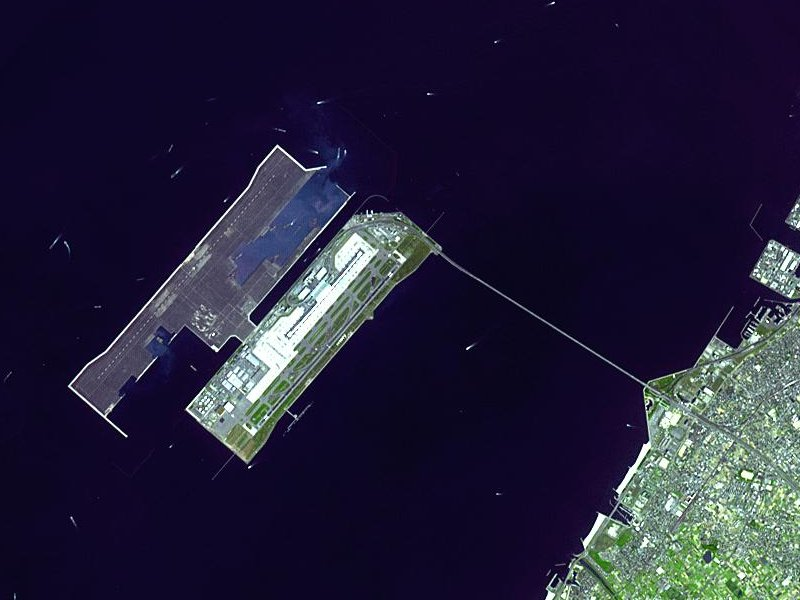
Acercamiento de la foto satelital sobre el aeropuerto y su puente.

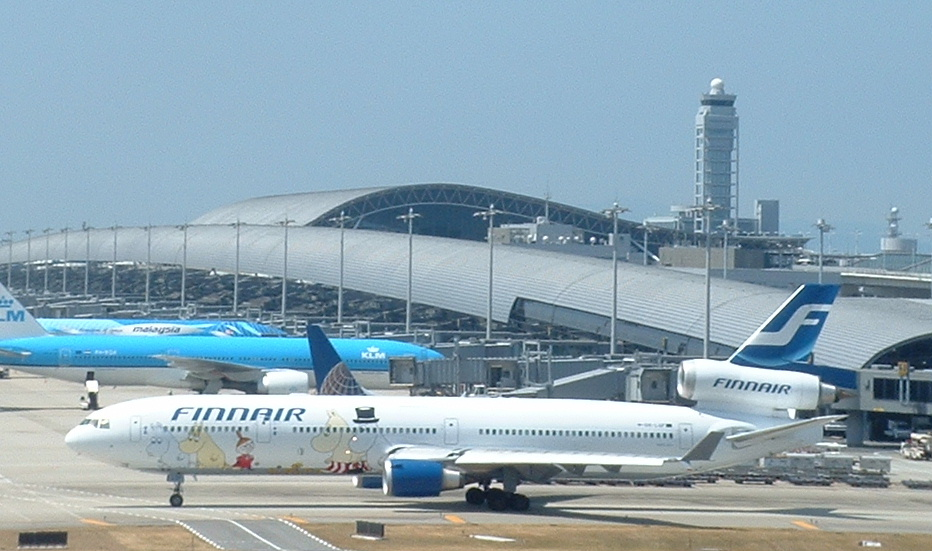
Finnair MD-11 (OH-LGF) de rodadura en el Aeropuerto Internacional de Kansai

El Aeropuerto internacional de Kansai (関西国際空港 Kansai Kokusai Kūkō?, Código IATA: KIX, OACI: RJBB) es un aeropuerto internacional ubicado en una isla artificial en la bahía de Osaka, Japón. Fue diseñado por el arquitecto Renzo Piano e inaugurado el 4 de septiembre de 1994.
El aeropuerto sirve de núcleo para Japan Airlines, All Nippon Airways y Nippon Cargo Airlines. Es la puerta de enlace para la región de Kansai, compuesta por las ciudades de Osaka, Kioto y Kōbe, entre otras. Los vuelos nacionales son llevados a cabo desde el anterior Aeropuerto internacional de Osaka en Itami.
En el dialecto Kansai del japonés, el aeropuerto es comúnmente llamado Kankū (関空).

## Pistas
- 6R/24L, 3500 m (11 400 pies), pavimentada.
- 6L/24R, 4000 m (13 123 pies), pavimentada.

## Estadísticas
Ver fuente y consulta Wikidata.

### 2005
- Número de pasajeros: 16 428 399.
- Total de carga: 843 368 t.

## La isla artificial
Construida por el ser humano, tiene 4 km de largo por 1 de ancho, los ingenieros la diseñaron considerando los posibles terremotos y tifones frecuentes en la región. Su construcción se inició en 1987, siendo terminada la muralla protectora a finales de 1989. Aproximadamente 21 millones de metros cúbicos de bloques de hormigón fueron utilizados de relleno, excavados de tres montañas. La obra empleó una mano de obra de aproximadamente 10 000 trabajadores, y 10 millones de horas de trabajo a lo largo de 3 años, el uso de 80 barcos para completar la capa de 30 m de grosor ubicada en la plataforma submarina.
En 1990, se completó el puente de 3 km de largo, que conecta la isla artificial con la Prefectura de Osaka, con un coste de 1000 millones de dólares.
Para ese momento, la isla se había hundido 8 m, más de lo previsto, y el proyecto se transformó en el trabajo de ingeniería civil más caro de la historia moderna, después de 20 años de planificación, 3 años de construcción y miles de millones de dólares invertidos.
El aeropuerto estaba profundamente endeudado, perdiendo $ 560 millones de dólares en intereses cada año. Las aerolíneas se mantuvieron alejadas por las altas tarifas de aterrizaje (unos $ 7,500 dólares para un Boeing 747, la segunda más cara del mundo después de Narita. En los primeros años de operación del aeropuerto, el alquiler excesivo de la terminal y las facturas de servicios públicos para las concesiones en el lugar también aumentaron los costos operativos: algunos cálculos previos a la apertura sostuvieron que una taza de café tendría que costar US $ 10. Los dueños de negocios de Osaka presionaron al gobierno para que asumiera una mayor carga del costo de construcción para mantener el aeropuerto atractivo para los pasajeros y las aerolíneas.
En 1991 se comenzó con la construcción de la terminal y para compensar el hundimiento de la isla, se diseñaron columnas ajustables para soportarla, siendo inaugurado el aeropuerto en 1994.
En 2001, el aeropuerto fue premiado como uno de los diez "Monumentos de la ingeniería civil del milenio" por la Sociedad Estadounidense de Ingenieros Civiles (inglés).
Sin embargo, tras la llegada del Tifón Jebi (el número 21 de la temporada nipona), el 4 de septiembre de 2018, la tormenta tropical que ha sido registrada como la más poderosa de los últimos 25 años de historia japonesa, dejó bajo el agua al reputado aeropuerto, más allá de las previsiones que los ingenieros hicieran para evitar este tipo de desastres naturales.

## Terminal

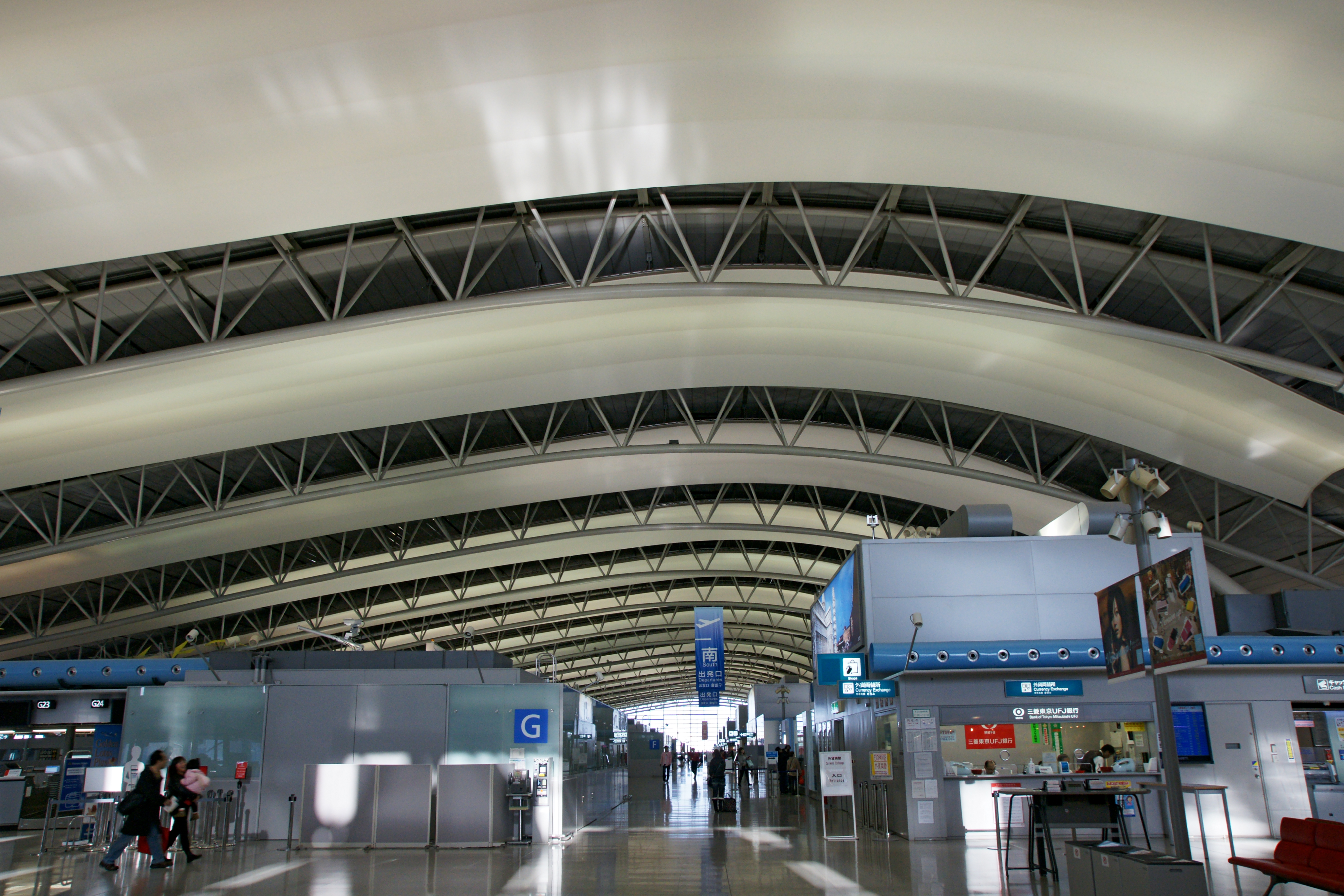
Interior de la terminal.

La terminal es un edificio de cuatro pisos diseñado por Renzo Piano. Es la terminal más larga del mundo, con una longitud de 1,7 km de punta a punta. Un sofisticado sistema de transporte peatonal traslada a los pasajeros de un extremo al otro.
El techo de la terminal fue diseñado con la forma del perfil de un ala de avión, forma que es aprovechada por su sistema de ventilación. El aire es impulsado desde un lado de la terminal, y la curvatura del techo conduce el aire al otro lado, en el sentido transversal, en el que es recogido.
Actualmente cuenta con una segunda terminal reservada para las aerolíneas de bajo coste, en especial para Peach que tiene el aeropuerto de Kansai como el principal en sus operaciones.

## Aerolíneas y destinos

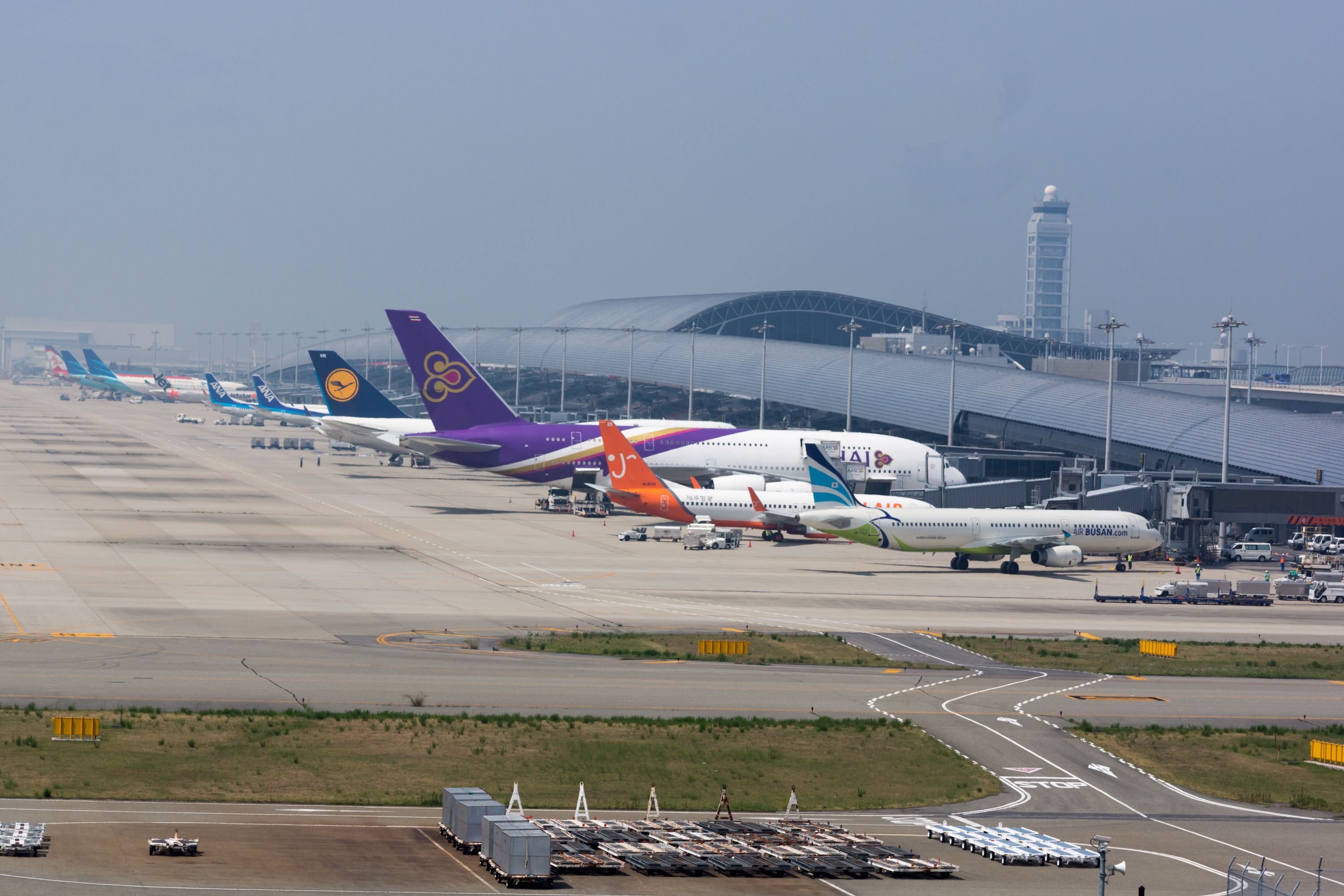
Terminal 1 del Aeropuerto Internacional de Kansai en 2015

La segunda planta del edificio terminal de pasajeros es usado para salidas y llegadas domésticas. Todos los billetes, embarques, y recogidas de equipajes están gestionados desde la segunda planta. Las llegadas internacionales van a la recogida de equipajes y control de pasaportes en la primera planta. Las salidas internacionales son gestionadas en la cuarta planta y el embarque tiene lugar en la tercera planta.

### Destinos nacionales
| Aerolíneas                                      | Destinos                                                                                             |
| ----------------------------------------------- | --- |
| All Nippon Airways                              | Fukuoka, Hakodate, Ishigaki, Naha, Sapporo, Tokio-Haneda Estacional: Asahikawa, Memanbetsu, Wakkanai |
| Japan Airlines                                  | Fukuoka, Naha, Sapporo, Tokio-Haneda                                                                 |
| Japan Airlines operado por J-Air                | Fukuoka                                                                                              |
| Japan Airlines operado por Japan Transocean Air | Ishigaki, Naha, Tokio-Haneda                                                                         |
| Jetstar Japan                                   | Fukuoka, Kumamoto, Naha, Ōita, Sapporo, Tokio-Narita                                                 |
| Peach                                           | Fukuoka, Ishigaki, Kagoshima, Matsuyama, Miyazaki, Nagasaki, Naha, Sapporo, Sendai, Tokio-Narita     |

### Destinos internacionales
| Ciudades                 | Nombre del aeropuerto                     | Aerolíneas | Aeronaves           | Frecuencias semanales |              |
| Norteamérica             | Norteamérica                              | Norteamérica | Norteamérica        | Norteamérica          | Norteamérica |
| ------------------------ | ----------------------------------------- | --- | ------------------- | --------------------- | ------------ |
| Canadá                   |                                           | |                     |                       |              |
| Vancouver                | Aeropuerto Internacional de Vancouver     | Air Canada | B787-9              | 4                     |              |
| Estados Unidos           |                                           | |                     |                       |              |
| Los Ángeles              | Aeropuerto Internacional de Los Ángeles   | Japan Airlines |                     |                       |              |
| San Francisco            | Aeropuerto Internacional de San Francisco | United Airlines |                     |                       |              |
| Asia                     |                                           | |                     |                       |              |
| China                    |                                           | |                     |                       |              |
| Chengdú                  | Aeropuerto Internacional de Chengdú       | Spring Airlines | A32x                |                       |              |
| Chongqing                | Aeropuerto Internacional de Chongqing     | Spring Airlines | A32x                |                       |              |
| Dalian                   | Aeropuerto Internacional de Dalian        | Air China All Nippon Airways China Southern Airlines                                                                  |                     |                       |              |
| Fuzhou                   | Aeropuerto Internacional de Fuzhou        | Shenzhen Airlines Xiamen Airlines                                                                                     |                     |                       |              |
| Cantón (Guangzhou)       | Aeropuerto Internacional de Cantón-Baiyun | China Southern Airlines                                                                                               |                     |                       |              |
| Guilin                   | Aeropuerto Internacional de Guilin        | China Southern Airlines                                                                                               |                     |                       |              |
| Hangzhou                 | Aeropuerto Internacional Xiaoshan         | Air China All Nippon Airways Xiamen Airlines                                                                          |                     |                       |              |
| Jinan                    | Aeropuerto Internacional de Jinan         | Shandong Airlines |                     |                       |              |
| Harbin                   | Aeropuerto Internacional de Harbin        | China Southern Airlines                                                                                               |                     |                       |              |
| Nankín                   | Aeropuerto Internacional de Nankín-Lukou  | China Eastern Airlines                                                                                                |                     |                       |              |
| Ningbo                   | Aeropuerto Internacional de Ningbo        | China Eastern Airlines                                                                                                |                     |                       |              |
| Pekín                    | Aeropuerto Internacional de Pekín-Capital | Air China All Nippon Airways China Eastern Airlines Hainan Airlines Shenzhen Airlines                                 |                     |                       |              |
| Qingdao                  | Aeropuerto Internacional de Qingdao       | All Nippon Airways China Eastern Airlines Shandong Airlines                                                           |                     |                       |              |
| Quanzhou                 | Aeropuerto Internacional de Quanzhou      | Spring Airlines Tianjin Airlines                                                                                      | A32x                |                       |              |
| Shanghái                 | Aeropuerto Internacional Pudong           | Air China All Nippon Airways China Eastern Airlines Japan Airlines Juneyao Airlines Shanghai Airlines Spring Airlines | A32x                |                       |              |
| Shenyang                 | Aeropuerto Internacional Taoxian          | China Southern Airlines                                                                                               |                     |                       |              |
| Shenzhen                 | Aeropuerto Internacional de Shenzhen      | Shenzhen Airlines |                     |                       |              |
| Urumchi                  | Aeropuerto Internacional de Urumchi       | Shandong Airlines |                     |                       |              |
| Wenzhou                  | Aeropuerto Internacional de Wenzhou       | China Eastern Airlines                                                                                                |                     |                       |              |
| Wuhan                    | Aeropuerto Internacional de Wuhan         | Spring Airlines | A32x                |                       |              |
| Wuxi                     | Aeropuerto Internacional de Wuxi          | Shenzhen Airlines |                     |                       |              |
| Xi'an                    | Aeropuerto Internacional de Xi'an         | Spring Airlines Tianjin Airlines                                                                                      | A32x                |                       |              |
| Xiamen                   | Aeropuerto Internacional de Xiamen-Gaoqi  | Xiamen Airlines |                     |                       |              |
| Yanji                    | Aeropuerto Internacional de Yanji         | China Eastern Airlines                                                                                                |                     |                       |              |
| Yantai                   | Aeropuerto Internacional de Yantai        | China Eastern Airlines                                                                                                |                     |                       |              |
| Zhengzhou                | Aeropuerto Internacional de Zhengzhou     | Spring Airlines | A32x                |                       |              |
| Corea del Sur            |                                           | |                     |                       |              |
| Busán                    | Aeropuerto Internacional de Gimhae        | Air Busan Jeju Air Korean Air Peach                                                                                   | A32x B737 A32x      |                       |              |
| Ciudad de Jeju           | Aeropuerto Internacional de Jeju          | Korean Air |                     |                       |              |
| Daegu                    | Aeropuerto Internacional de Daegu         | T'way Airlines | B737                |                       |              |
| Seúl                     | Aeropuerto Internacional de Gimpo         | Asiana Airlines Japan Airlines Jeju Air Korean Air                                                                    | B737                |                       |              |
| Seúl                     | Aeropuerto Internacional de Incheon       | Asiana Airlines Eastar Jet Jeju Air Jin Air Korean Air Peach T'way Airlines                                           | B737 B7x7 A32x B737 |                       |              |
| EAU                      |                                           | |                     |                       |              |
| Dubái                    | Aeropuerto Internacional de Dubái         | Emirates |                     |                       |              |
| Filipinas                |                                           | |                     |                       |              |
| Cebú                     | Aeropuerto Internacional de Mactán-Cebú   | Philippine Airlines                                                                                                   |                     |                       |              |
| Manila                   | Aeropuerto Internacional Ninoy Aquino     | Cebu Pacific Air Philippine Airlines                                                                                  |                     |                       |              |
| Hong Kong                |                                           | |                     |                       |              |
| Hong Kong                | Aeropuerto Internacional de Hong Kong     | Air India All Nippon Airways Cathay Pacific Hong Kong Express Airways Jetstar Japan Peach                             | A32x                |                       |              |
| India                    |                                           | |                     |                       |              |
| Nueva Delhi              | Aeropuerto Internacional Indira Gandhi    | Air India |                     |                       |              |
| Indonesia                |                                           | |                     |                       |              |
| Denpasar                 | Aeropuerto Internacional Ngurah Rai       | Garuda Indonesia |                     |                       |              |
| Yakarta                  | Aeropuerto Internacional Soekarno-Hatta   | Garuda Indonesia |                     |                       |              |
| Macao                    |                                           | |                     |                       |              |
| Macao                    | Aeropuerto Internacional de Macao         | Air Macau | A32x                |                       |              |
| Malasia                  |                                           | |                     |                       |              |
| Kuala Lumpur             | Aeropuerto Internacional de Kuala Lumpur  | AirAsia X Malaysia Airlines                                                                                           | A330-343*           |                       |              |
| Nepal                    |                                           | |                     |                       |              |
| Katmandú                 | Aeropuerto Internacional de Katmandú      | Nepal Airlines | A3xxceo             |                       |              |
| Catar                    |                                           | |                     |                       |              |
| Doha                     | Aeropuerto Internacional Hamad            | Qatar Airways |                     |                       |              |
| Singapur                 |                                           | |                     |                       |              |
| Singapur                 | Aeropuerto Internacional de Singapur      | Scoot Singapore Airlines                                                                                              |                     |                       |              |
| Tailandia                |                                           | |                     |                       |              |
| Bangkok                  | Aeropuerto Internacional Don Mueang       | Scoot Thai AirAsia X                                                                                                  | A33x                |                       |              |
| Bangkok                  | Aeropuerto Internacional Suvarnabhumi     | Japan Airlines Thai Airways                                                                                           |                     |                       |              |
| Taiwán                   |                                           | |                     |                       |              |
| Kaohsiung                | Aeropuerto Internacional de Kaohsiung     | China Airlines EVA Air Peach Scoot Tigerair Taiwán                                                                    |                     |                       |              |
| Tainan                   | Aeropuerto Internacional de Tainan        | China Airlines |                     |                       |              |
| Taipéi                   | Aeropuerto Internacional de Taipéi        | Cathay Pacific China Airlines EVA Air Japan Airlines Peach                                                            | A32x                |                       |              |
| Vietnam                  |                                           | |                     |                       |              |
| Ho Chi Minh              | Aeropuerto Internacional de Tan Son Nhat  | Vietnam Airlines |                     |                       |              |
| Hanói                    | Aeropuerto Internacional de Nội Bài       | Vietnam Airlines |                     |                       |              |
| Europa                   |                                           | |                     |                       |              |
| Alemania                 |                                           | |                     |                       |              |
| Fráncfort del Meno       | Aeropuerto de Fráncfort del Meno          | Lufthansa |                     |                       |              |
| Múnich                   | Aeropuerto de Múnich                      | Lufthansa | A350-941            |                       |              |
| Finlandia                |                                           | |                     |                       |              |
| Helsinki                 | Aeropuerto de Helsinki-Vantaa             | Finnair | A3x0                |                       |              |
| Francia                  |                                           | |                     |                       |              |
| París                    | Aeropuerto de París-Charles de Gaulle     | Air France |                     |                       |              |
| Países Bajos             |                                           | |                     |                       |              |
| Ámsterdam                | Aeropuerto de Ámsterdam-Schiphol          | KLM |                     |                       |              |
| Turquía                  |                                           | |                     |                       |              |
| Estambul                 | Aeropuerto de Estambul                    | Turkish Airlines |                     |                       |              |
| Oceanía                  |                                           | |                     |                       |              |
| Australia                |                                           | |                     |                       |              |
| Brisbane                 | Aeropuerto de Brisbane                    | Jetstar Airways | A321-251NXLR        |                       |              |
| Cairns                   | Aeropuerto de Cairns                      | Jetstar Airways | B787-8              |                       |              |
| Melbourne                | Aeropuerto Internacional Tullamarine      | Jetstar Airways | B787-8              |                       |              |
| Sídney                   | Aeropuerto Internacional Kingsford Smith  | Jetstar Airways | B787-8              |                       |              |
| Estados Unidos Hawái     |                                           | |                     |                       |              |
| Honolulu                 | Aeropuerto Internacional de Honolulu      | AirAsia X Delta Airlines Hawaiian Airlines Japan Airlines                                                             | A3xx                |                       |              |
| Guam                     |                                           | |                     |                       |              |
| Guam                     | Aeropuerto Internacional de Guam          | Delta Airlines Korean Air United Airlines                                                                             |                     |                       |              |
| Islas Marianas del Norte |                                           | |                     |                       |              |
| Saipán                   | Aeropuerto Internacional de Saipán        | Asiana Airlines (Estacional)                                                                                          |                     |                       |              |
| Nueva Caledonia          |                                           | |                     |                       |              |
| Numea                    | Aeropuerto Internacional La Tontouta      | Aircalin | A3xx                |                       |              |

### Carga
| Aerolíneas               | Destinos |
| ------------------------ | --- |
| Air China Cargo          | Pekín-Capital, Shanghái-Pudong                                                                                            |
| Air Hong Kong            | Hong Kong |
| Aircompany Yakutia       | Shanghái-Pudong |
| ANA & JP Express         | Seúl-Incheon |
| ANA Cargo                | Bangkok-Suvarnabhumi, Dalian, Okinawa, Qingdao, Saga, Shanghái-Pudong, Tokio-Haneda, Tokio-Narita, Xiamen                 |
| Asiana Cargo             | Seúl-Incheon |
| Cathay Pacific Cargo     | Hong Kong |
| China Airlines Cargo     | Taipéi-Taoyuan, Anchorage, Los Ángeles                                                                                    |
| China Cargo Airlines     | Shanghái-Pudong, Xiamen                                                                                                   |
| China Postal Airlines    | Shanghái-Pudong |
| China Surern Cargo       | Shanghái-Pudong |
| Cathay Pacific Cargo     | Hong Kong |
| Emirates SkyCargo        | Dubái, Seúl-Incheon,Zaragoza                                                                                              |
| EVA Air Cargo            | Taipéi-Taoyuan |
| FedEx Express            | Anchorage, Pekín-Capital, Guangzhou, Hong Kong, Memphis, Oakland, Singapur, Shanghái-Pudong, Taipéi-Taoyuan, Tokio-Narita |
| Hong Kong Airlines Cargo | Hong Kong |
| Korean Air Cargo         | Seúl-Incheon |
| Lufthansa Cargo          | Fráncfort, Krasnoyarsk |
| Nippon Cargo Airlines    | Bangkok-Suvarnabhumi, Beijing-Capital, Guangzhou, Hong Kong, Seúl-Incheon, Shanghái-Pudong, Singapur, Tokio-Narita        |
| Polar Air Cargo          | Chicago-O'Hare, Shanghái-Pudong                                                                                           |
| Singapore Airlines Cargo | Hong Kong, Los Ángeles, Singapur                                                                                          |
| UPS Airlines             | Anchorage, Shanghái-Pudong, Shenzhen                                                                                      |

## Transporte en el aeropuerto
Japan Railways

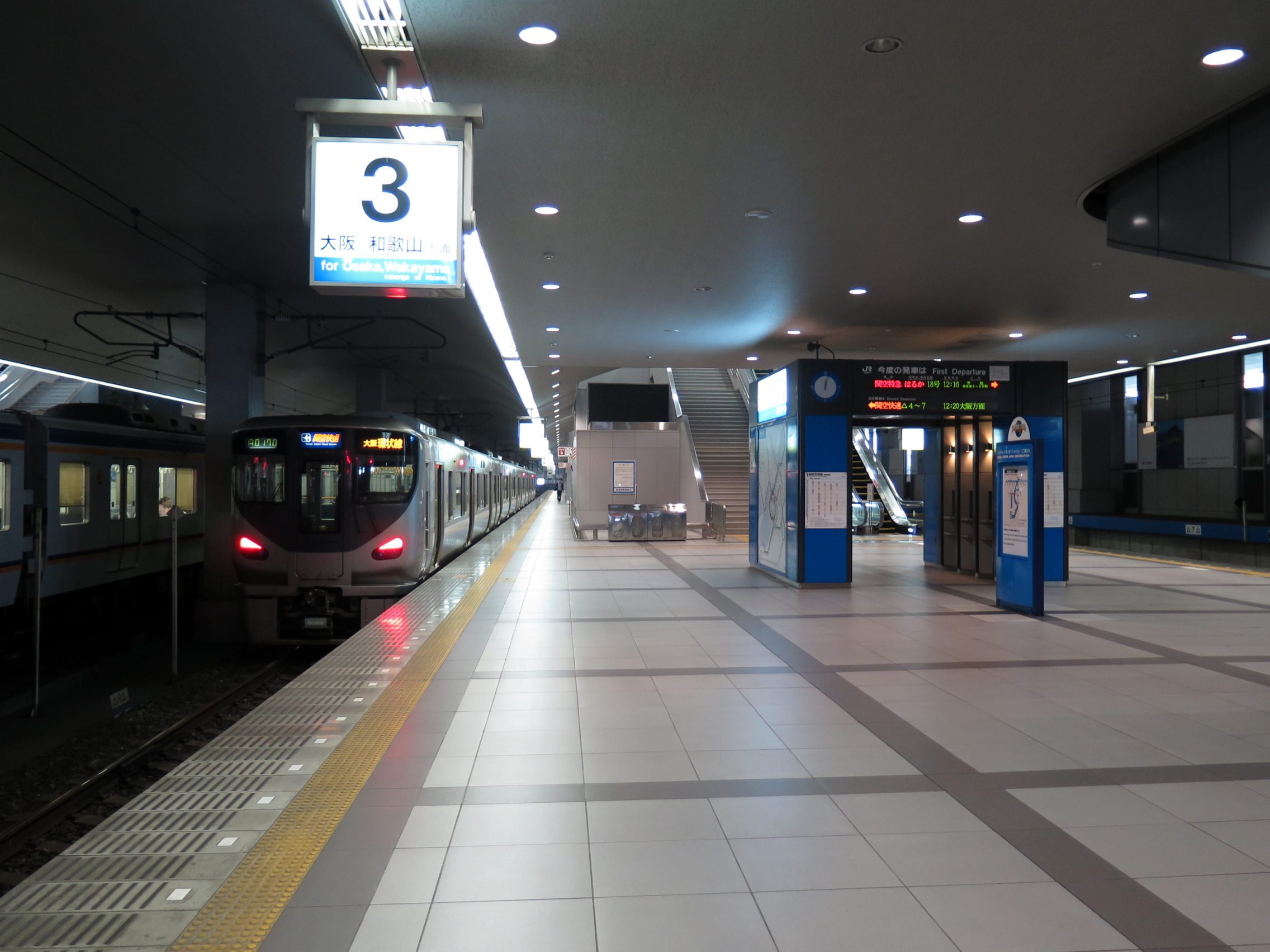
Dos ferrocarriles sirven el aeropuerto

- Tennouji-Osaka: 30 minutos, 1770 yenes
- Kioto: 75 minutos, 1770 yenes

Nankai
- Namba-Osaka: 30 minutos, 1390 yenes

Limousine Bus
- Umeda-Osaka: 55 minutos, 1300 yenes
- Kioto: 100 minutos, 2300 yenes
- Kōbe: 65 minutos, 1800 yenes
- Nara: 85 minutos, 1800 yenes
- Aeropuerto Internacional de Itami-Osaka: 75 minutos, 1700 yenes